# 러틀스
러틀스(The Rutles: All You Need Is Cash)는 미국에서 제작된 에릭 아이들, 게리 웨이스 감독의 1978년 영화이다. 에릭 아이들 등이 주연으로 출연하였고 게리 웨이스 등이 제작에 참여하였다.

## 출연

### 주연
- 에릭 아이들
- 존 핼시
- 릭키 파타
- 닐 이니스
- 마이클 폴린
- 조지 해리슨
- 비앙카 재거
- 존 벨루시
- 댄 애크로이드
- 질다 러드너
- 빌 머레이
- 그웬 테일러
- 론 우드
- 테렌스 베이러
- 헨리 울프
- 제네트 찰스
- 알 프랭큰
- 론 마이클스
- 톰 데이비스
- 프랭크 윌리엄스
- 로버트 풋
- 제롬 그린
- 버니 메이
- 믹 재거
- 폴 사이몬
- 게리 웨이스